# Атланта Брэйвз
«Атланта Брэйвз» (англ. Atlanta Braves — Смельчаки/Храбрецы из Атланты) — профессиональный бейсбольный клуб, выступающий в Восточном дивизионе Национальной лиги Главной лиги бейсбола. Базируется в Атланте (штат Джорджия, США), домашние игры с 1997 года проводит на стадионе «Тёрнер-филд». Владелец - Liberty Media. Клуб был основан в 1871 году лучшими игроками расформированного в 1870 «Цинциннати-Ред-Стокингс».
Название «Брэйвз», которое впервые было использовано в 1912 году, происходит от названия воинов коренных американцев. Их прозвали «Бравос» и часто называют «командой Америки» в связи с играми команды, которые транслировались на общенациональном канале TBS с 1970-х по 2007, что дало команде общенациональную базу фанатов.
С 1991 по 2005 год «Брейвс» были одной из самых успешных команд в бейсболе, выиграв 14 титулов в дивизионе подряд (не считая сокращенного сезона 1994, в котором не было официальных чемпионов дивизиона), и показал одну из величайших ротаций питчеров в истории бейсбола. В частности, эта ротация состояла из питчеров Грега Мэддакса, Джона Смольца и Тоам Глэвина. «Брэйвз» побеждали в Западном дивизион Национальной лиги с 1991 по 1993 год, а после перераспределения дивизионов - в Восточном дивизион Национальной лиги с 1995 по 2005 года. В 2010 они вышли в плей-офф, благодаря Уайлд карду Национальной лиги. «Брейвс» 5 раз участвовал в Мировой серии в 1990-х (1991, 1992, 1995, 1996 и 1999), выиграв титул в 1995 году против «Кливленд Индианс». С момента своего дебюта в Национальной лиге в 1876 году франшиза выиграла рекордный 21 дивизионный титул MLB, 18 вымпелов Национальной лиги и три чемпионата Мировой серии: в 1914 году как «Бостон Брейвс», в 1957 году как «Милуоки Брюэрс» и в 1995 году как «Атланта Брэйвс». «Брэйвс» - единственная франшиза МЛБ, выигравшая Мировую серию в трех разных городах.
«Брэйвс» были основаны в Бостоне (штат Массачусетс) в 1871 году как «Бостон Ред Стокингс» (не путать с «Бостон Ред Сокс»).
После различных изменений названия команда в конечном итоге начала выступать как «Бостон Брэйвс», просуществовав большую часть первой половины 20-го века. В 1953 году, команда переехала в Милуоки (штат Висконсин), став «Милуоки Брэйвс», а в 1966 году - переехали в Атланту.
В 2021 выиграли Мировую серию (против Houston Astros 4:2).
По состоянию на конец сезона 2021 года общий показатель побед и поражений «Брейвс» составляет 10 820-10 757 (0.501).

## Выведенные из обращения номера

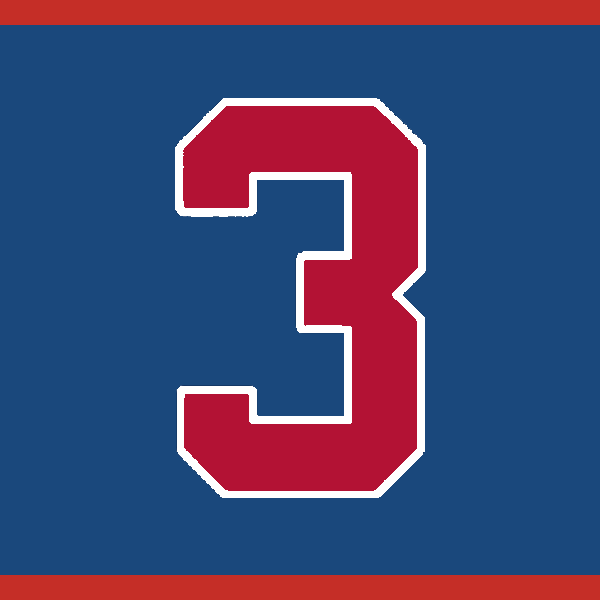
Дэйл Мёрфи OF 13 июня 1994
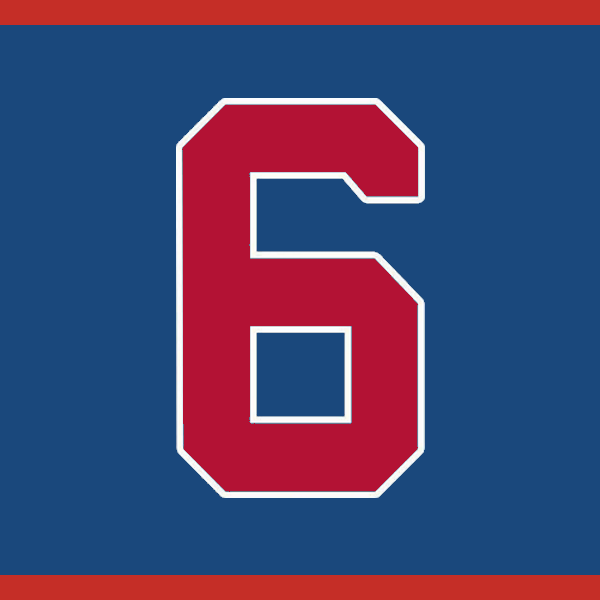
Бобби Кокс M 12 августа 2011
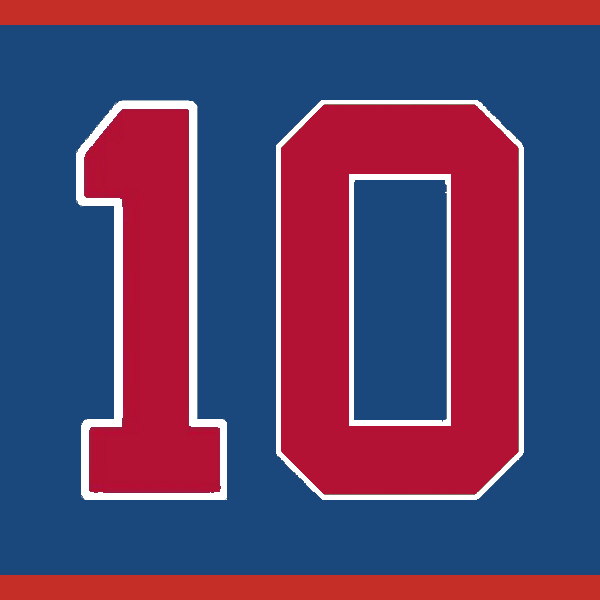
Чиппер Джонс 3B 28 июня 2013
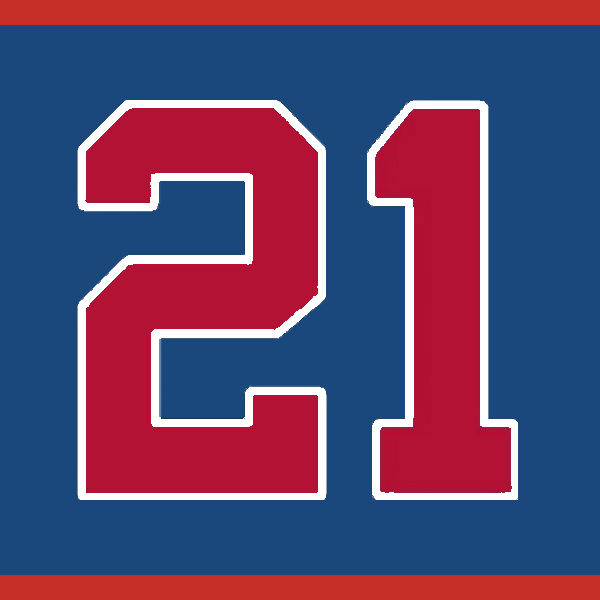
Уоррен Спан P 11 декабря 1965
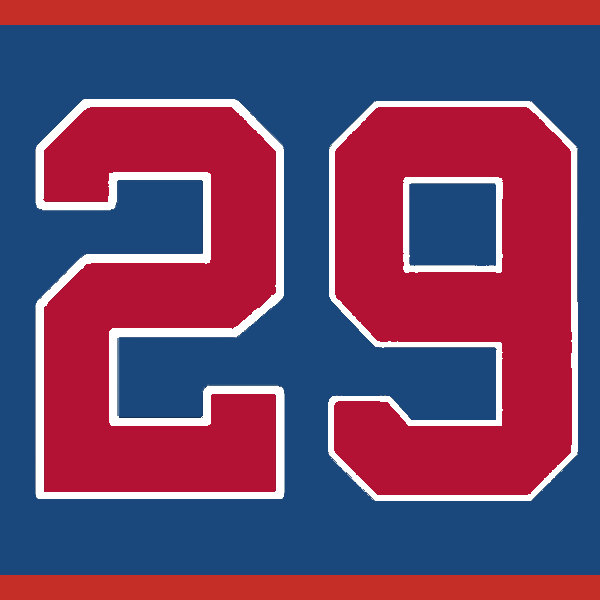
Джон Смольц P 8 июня 2012
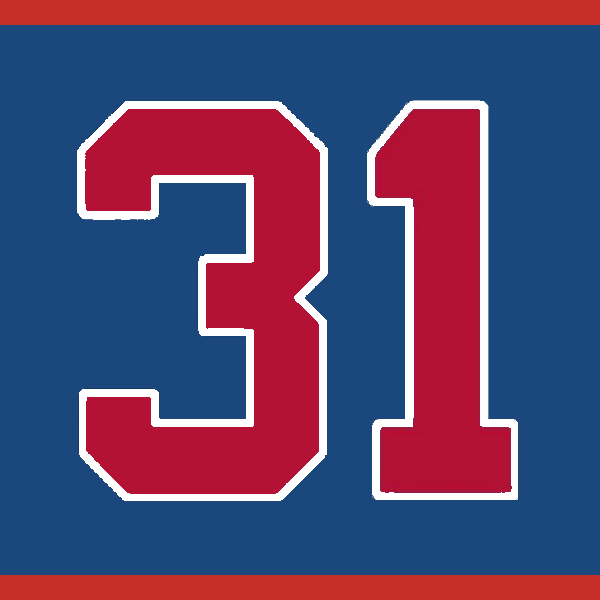
Грег Мэддакс P 17 июля 2009
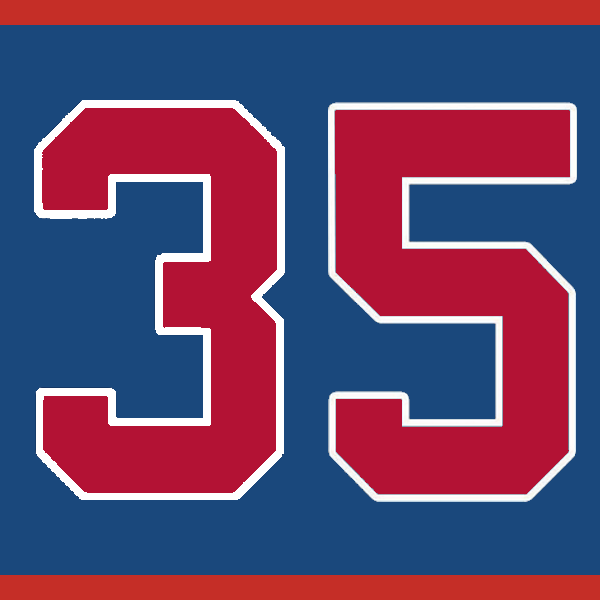
Фил Ниекро P 6 августа 1984
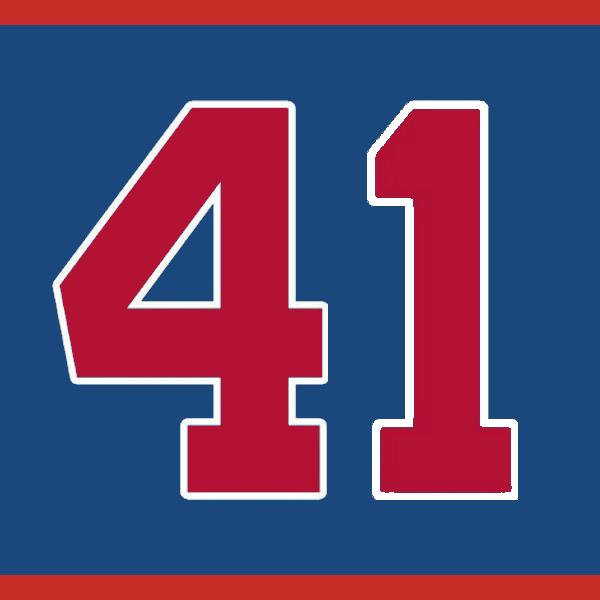
Эдди Мэттьюз 3B 26 июля 1969
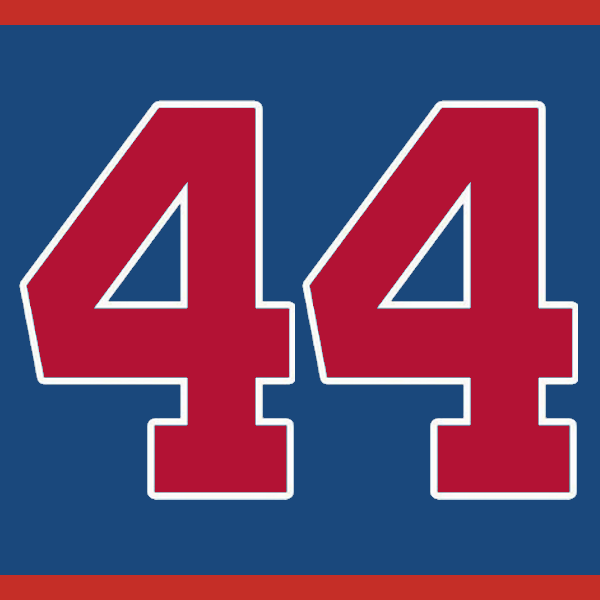
Хэнк Аарон RF 15 апреля 1977
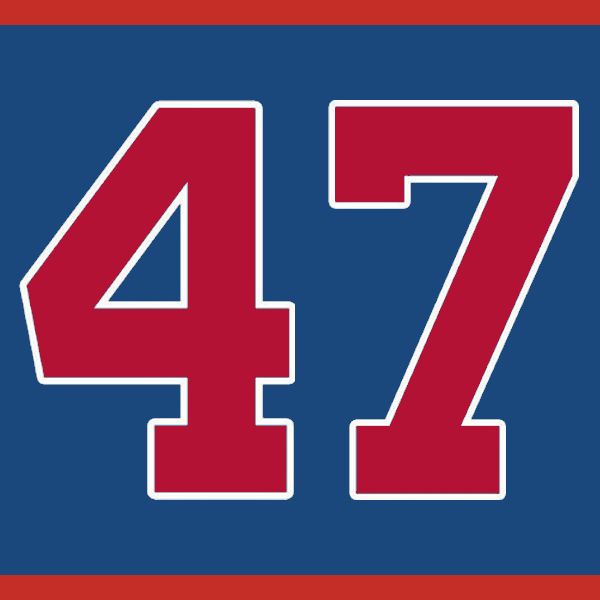
Том Глэвин P 6 августа 2010
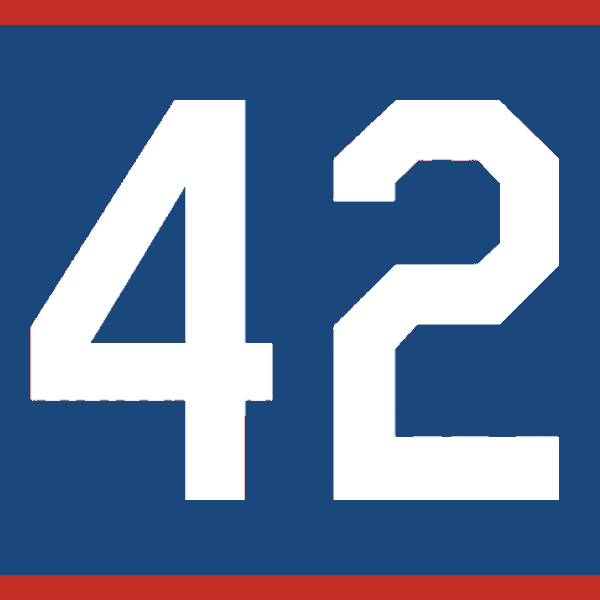
Джеки Робинсон выведен из обращения в МЛБ 15 апреля 1997